# Lend (Graz)
Lend è il quarto distretto della città di Graz; si trova sulla riva occidentale del fiume Mura, a nord di Gries e ad ovest di Innere Stadt e del castello.
Nel distretto si trova il principale museo d'arte della città, la Kunsthaus Graz.